# (300015) 2006 UQ73
(300015) 2006 UQ73 es un asteroide perteneciente al cinturón de asteroides, descubierto el 17 de octubre de 2006 por el equipo del Spacewatch desde el Observatorio Nacional de Kitt Peak, Arizona, Estados Unidos.

## Designación y nombre
Designado provisionalmente como 2006 UQ73.

## Características orbitales
2006 UQ73 está situado a una distancia media del Sol de 3,077 ua, pudiendo alejarse hasta 3,363 ua y acercarse hasta 2,792 ua. Su excentricidad es 0,092 y la inclinación orbital 7,131 grados. Emplea 1972,36 días en completar una órbita alrededor del Sol.

## Características físicas
La magnitud absoluta de 2006 UQ73 es 15,9.